# 石船
石船（いしぶね）は、かつて瀬戸内海において活躍した木造の砕石運搬船である。

## 概要
石船とは、主に瀬戸内海での埋立に用いられる砕石を運搬していた木造船である。比較的小型の船舶が主であり、主に戦後、高度経済成長期に埋立事業が盛んになった際、大型の砕石運搬船が入れない浅瀬における埋立で活躍した。特に広島県の倉橋島には石船を一家で1隻保有し、砕石運搬業を生業とする「一杯船主」と呼ばれる人々が存在したが、埋立進捗による浅瀬での埋立工事の減少、モータリーゼーションの進展による海上輸送から陸上輸送へのシフト、石船の動力源である石油燃料の高騰、高齢化の進展など様々な要因により、徐々に活躍の場を失った。現在では砕石運搬の用途では用いられておらず、一部で海底のボーリング作業に転用されているのみである。
石船を生業とする家族を描いた映画として、山田洋次監督の『故郷』がある。

## 特徴
石船の大きな特徴は、積荷の砕石を海上に投棄する際の手法である。大型の砕石運搬船がブルドーザーを使って砕石を海上に投棄するのに対し、石船は船体をてこの原理で大きく傾かせ、その傾きによって砕石を海上に投棄する。船体を大きく傾かせるため、砕石の一部をクレーンに繋がったチェーンにくくりつけて重りとし、それを船首にあるレバーでクレーンを操作することで上下左右させ、船体を傾ける。船体を傾けることにより、デッキに積載していた砕石が一斉に海上に投棄される。この船体を傾ける作業は一歩間違えると船が転覆する危険な作業であるため、非常に熟練した技術が必要となる。